# باتريك هنتر
باتريك هنتر (بالإنجليزية: Patrick Hunter)‏ هو لاعب كرة قدم أمريكية أمريكي، ولد في 24 أكتوبر 1964 في سان فرانسيسكو في الولايات المتحدة.

## وصلات خارجية
- باتريك هنتر على موقع مرجع كرة القدم المحترفة.كوم (الإنجليزية)